# Epitola coerulea
Epitola coerulea är en fjärilsart som beskrevs av Jackson 1962. Epitola coerulea ingår i släktet Epitola och familjen juvelvingar. Inga underarter finns listade i Catalogue of Life.